# 山嵐
山嵐，是柔道的投技之一。
柔道創始者嘉納治五郎的弟子西鄉四郎在1886年日本警視廳举办的的武術大會中，以此技法作爲殺手鐧，戰勝了柔術的其他流派，從而令此技一舉成名。1920年，講道館整理柔道的手部技法，在分類時曾將此技法排除。近年來又重新引起了人們的注意。
西鄉四郎的山嵐，动作非常地干净利落。嘉納治五郎曾讚之为“西鄉之前無山嵐，西鄉之後亦無山嵐”（西郷の前に山嵐なく、西郷の後に山嵐なし）。根据講道館主页上的介绍，现在講道館所保留的山嵐，其动作与西鄉四郎当年的实际动作有所不同。

## 动作
右势（右手为前手，右脚为前脚）的情况下，用钓手抓住对方的的逆（右）襟，用背负投（或者背负落）配合拂腰作出的立式投技。講道館所保留的山嵐，以绊腿为目的，类似于拂腰或者体落。

## 姿三四郎和被夸大的山嵐
富田常雄的小説《姿三四郎》（1942年），其主人公三四郎的原型便是西鄉四郎。本作中的山嵐是作为三四郎的杀手锏出现的。小说中对于山嵐的描写过于夸大，使得在人们的印象中，講道館之所以在1920年整理手部技法时将山嵐排除，是因为该技法过于强大而被禁止使用。甚至在一些影视作品中，被姿三四郎用山嵐投掷出去的对手，有如被风暴卷起飞入空中。这更使得人们以为，山嵐是非常厉害的超级杀手锏。